# D.M.G. Grupo Holding S.A.

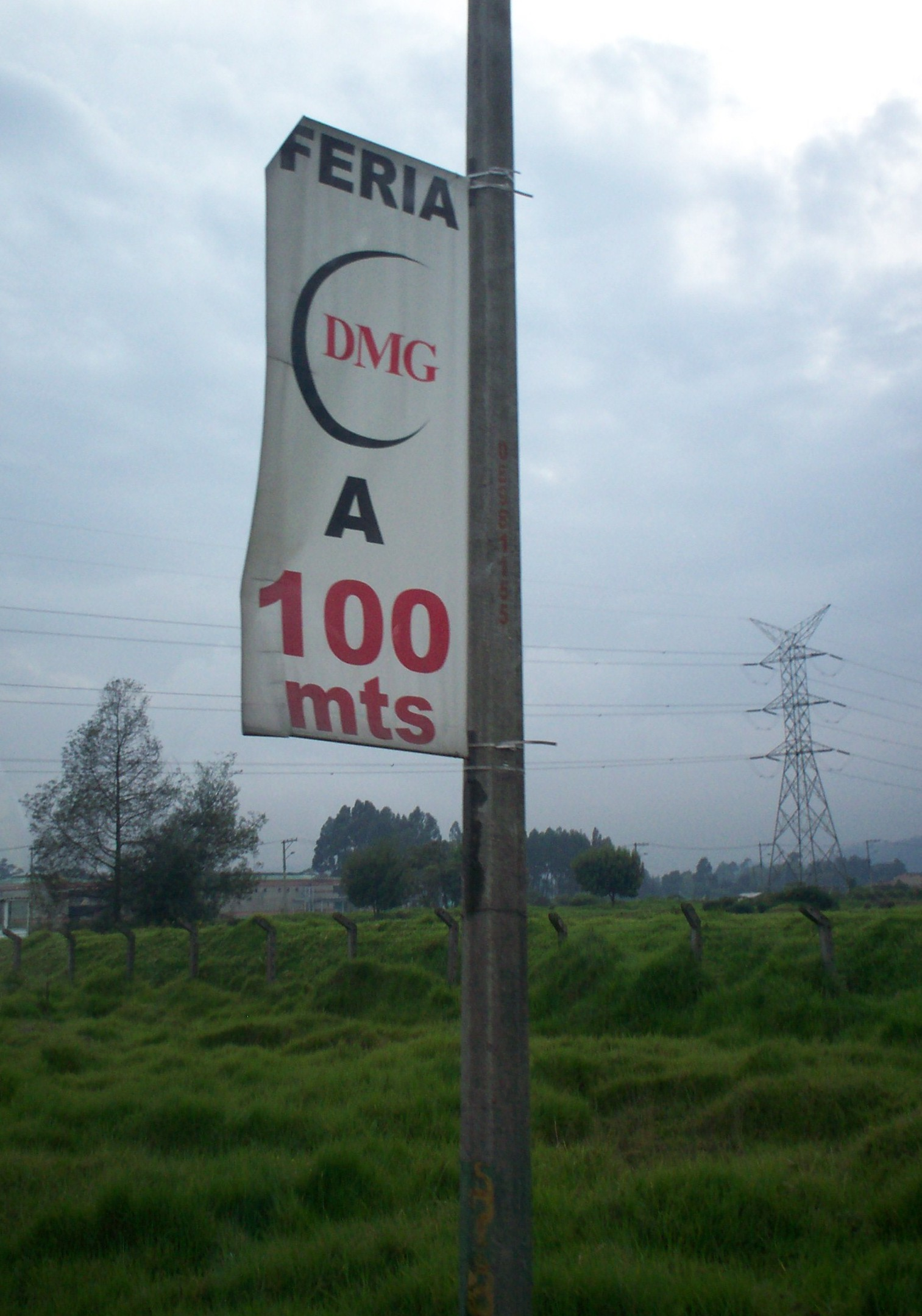
Aviso de D.M.G. en cercanías a la feria de la Autopista Norte.

D.M.G. Grupo Holding S.A., conocida usualmente por sus siglas DMG (David Murcia Guzmán), fue una empresa colombiana,  intervenida luego de que se cayeran múltiples pirámides en Colombia y siendo esta parte de la crisis de las pirámides en Colombia, por lo que es acusada por las autoridades financieras y los medios de comunicación de prácticas tales como lavado de dinero, Esquema de Pirámide y Esquema Ponzi, los cuales son sancionados en Colombia bajo la figura de «captación masiva e ilegal de dinero», pero autodefinida como una comercializadora de bienes y servicio a través de tarjetas prepago y que revierte a sus clientes pagos por publicidad en un esquema de mercadeo multinivel.  Su fundador, principal accionista y representante legal es el controvertido empresario David Murcia Guzmán.
DMG llegó a tener sucursales en Panamá, Venezuela y Ecuador, de las cuales ya todas fueron intervenidas por los respectivos gobiernos como a su vez se tenían planes de expansión a Brasil, Perú y México. DMG fue intervenida y disuelta por las autoridades colombianas el 18 de noviembre de 2008, seguida por acciones similares en Panamá, Venezuela y Ecuador. David Murcia fue detenido en Panamá, recluido en la cárcel La Picota en la etapa preliminar de su juicio y actualmente se encuentra extraditado en los Estados Unidos.

## Historia
La empresa fue creada en el departamento del Putumayo a finales de 2003, por David Murcia un residente del departamento de muy bajos recursos económicos, DMG es definida por Murcia, sus socios y clientes como una empresa de mercadeo multinivel basada en publicidad boca a boca y una amplia fidelización de marca. Su sede principal en Bogotá estaba ubicada en el centro comercial Mega Outlet, de la Autopista Norte con calle 198.
En un principio la empresa era conocida como DMG S.A. pero cambiaron su nombre a DMG grupo Holding.S.A en enero de 2008 a su vez la empresa cambio de nombre a Grupo T, la cual abarcaba a una gran cantidad de empresas que prestaban productos y servicios entre estos a la misma DMG.
La empresa logró captar una gran cantidad de dinero, aproximadamente, el de 200 mil personas que invirtieron sus dineros en el esquema. El mismo David Murcia reconoció haber pagado 700 millones de pesos a un reconocido lobbista para que diera a conocer a los miembros del Congreso de la República la posición de DMG frente a un "mico" que fue aprobado en la ley financiera, el cual legalizó las tarjetas prepago. A su vez se especula sobre los intereses de esta empresa para comprar no solo a políticos sino a su vez a periodistas y medios de comunicación, debido a las grabaciones que posee la Fiscalía General de la Nación.
DMG fue intervenida en 2006 por captación masiva y habitual de dineros del público. La empresa es entonces reconfigurada bajo la razón social DMG Grupo Holding S.A. y se presentaba hasta el momento de su existencia en noviembre de 2008 como una comercializadora de tarjetas prepago que permite a los clientes obtener beneficios directos en forma de productos y servicios y más adelante reciben entre un 70% y un 150% de la inversión inicial (además del producto adquirido). Este retorno es justificado como pago por publicidad.
De igual manera, desde el año 2005 en un viaje de Murcia a Panamá comenzó a demostrar sus planes de expansión a otros países fuera de Colombia. Además de tener sedes en países como Panamá, Venezuela y Ecuador, la empresa tenía planes de expandirse a Belice y Brasil.

### Holding
Dentro del Holding DMG surgieron unas 30 empresas, desde empresas de moda, transportadoras de valores, constructoras de barcos, hasta un canal internacional de televisión e incluso habían obtenido una licencia para una operación de distribución de TV satelital; muchas de esas empresas fueron constituidas en un solo día. Solo una de esas empresas registró en el año 2007 ingresos por 72.000 millones de pesos (36 millones de dólares), ubicándola en un abrir y cerrar de ojos en una de las más grandes de todo Colombia, por ingresos.
Estas son algunas de las razones sociales de DMG:
- Colombia:
  - Grupo DMG SA, D.M.G. Grupo Holding SA, Global Marketing Colombia S.A., DMG Publicidad y Mercadeo, Colombia S.A., Bionat Labs S.A.
- Panamá:
  - Grupo DMG Inversiones Inteligentes S.A y Grupo DMG Intelligent Cards Corp.
- Ecuador:
  - MarPublish DMG Marketing S.A, DMG Business S.A y DMG Comp Comercializadora S.A.
- Empresas y marcas asociadas:[13]
  - El Gran Trigal (supermercado)
  - Farmasentry (farmacia)
  - Productos Naturales DMG
  - DMG Construcciones
  - Body Channel
  - Factory Models
  - DMG Fashion
  - DMG Records
  - DMG Diseño y Arquitectura
  - DMG Constructores
  - DMG Comercializadora virtual
  - Hosset Lifestyle
  - Inmunovida
  - Studio Pilates
  - Pabón Castro y Asociados
  - Elite Entertainment T.V.
- Cifras en 2007[13]
  - Ingresos operacionales: $72.023 millones
  - Activos: $32.720 millones
  - Patrimonio: $127 millones
  - Utilidad neta: $38.000 millones
  - Endeudamiento: 99,6 %

### Sedes
DMG llegó a tener 62 sedes en Colombia. A continuación varias de las ciudades de América Latina donde alcanzó a tener sedes:
Colombia: Armenia, Bogotá, Buenaventura, La Calera, Cali, Chía, Chocontá, Duitama, Funza, Fusagasugá, Granada, La Hormiga, La Vega, Llorente, Manizales, Machetá, Medellín, Mocoa, Montelíbano, Montería, Orito, Pasto, Pereira, Pitalito, Popayán, Puerto Asís, Puerto Boyacá, Santa Marta, Sibundoy, Sopó, Suesca, Sincelejo, Tocaima, Tumaco, Tunja, Villagarzón, Villavicencio, Yopal y Barranquilla donde sus oficinas no alcanzaron a ser inauguradas debido a su caída.
En el exterior tuvo sede en: Panamá: Ciudad de Panamá, Chiriquí, Chitré y Colón; Ecuador: Quito, Guayaquil, Cuenca y Lago Agrio; Venezuela: Caracas.

### Intervención gubernamental de DMG
La intervención al grupo DMG aconteció el 15 de noviembre de 2008 mediante el decreto 4334 que había sido firmado por el presidente y los ministros. En respuesta, David Murcia Guzmán afirmó tener toda la documentación de la empresa en regla, además de ser "víctima de una persecución por parte del gobierno", luego que se le investigara por tres años sin que le hallaran nada. Pese a ello, la intervención se dio días después de que se cayeran múltiples pirámides en el país, pero desde ya hacia un tiempo el gobierno había interceptado llamadas desde que se descubrió el envío masivo de dineros por parte de este grupo.
El 19 de agosto de 2007 fueron hallados 6.509 millones de pesos (aprox. USD 3.250.000), empacados y escondidos en cajas con sellos falsos del Plan Colombia, en La Hormiga, Putumayo. Se creía que estos dineros eran de las FARC. Durante el proceso estos dineros fueron reclamados por David Murcia, dueño del grupo DMG S.A. El 2 de febrero de 2008, la Fiscalía General de la Nación inició el proceso de extinción de dominio sobre el dinero hallado. Por estos hechos el fiscal instructor solicitó una investigación al grupo DMG.
Si bien las autoridades colombianas venían sospechando que se trata de un esquema Ponzi (usualmente llamadas «pirámides» en Colombia), o de lavado de dinero, solo hasta el 17 de noviembre de 2008 y amparado bajo un decreto de estado de emergencia, el Gobierno colombiano, en cabeza del Presidente Álvaro Uribe Vélez y secundado por las autoridades financieras, así como por la Fiscalía de Colombia y las máximas autoridades de policía del país, afirmó que DMG era una pirámide y suspendió las operaciones de DMG, ocupando sus 61 sedes en Colombia e incautando activos. El estado de emergencia había sido decretado a raíz de una huelga del sector judicial ocurrido en septiembre de 2008, y pocos días antes el desmoronamiento del presunto esquema Ponzi Proyecciones D.R.F.E. (Dinero, Rápido, Fácil y Efectivo).
David Murcia había advertido en su blog y en entrevistas que Proyecciones D.R.F.E. colapsaría y pondría en 'el ojo del huracán' a DMG. Murcia acusa al Grupo AVAL, el principal grupo financiero de Colombia, de estar detrás del escándalo de Proyecciones D.R.F.E. como un plan para que el Gobierno interviniera en DMG.  Asimismo a través de los mismos videos, Murcia había advertido al Gobierno colombiano,  que de continuar el evidente asedio institucional hacia DMG, 200.000 familias colombianas, que dice tener Murcia como inversoras en DMG, se lanzarían a las calles en contra de las medidas. Los abogados de Murcia se retractarían el lunes 17 de noviembre, día festivo, en horas de la tarde en rueda de prensa, y pedirían excusas por el tono amenazante de Murcia hacia la institucionalidad del país.
También en Panamá, donde DMG tenía sucursales en cuatro ciudades del país, fue allanado el 20 de noviembre por el Ministerio Público, mientras que el Ministerio de Comercio e Industrias ordenó el cierre de la empresa en Panamá. Decenas de clientes de DMG en Panamá se apersonaron a las oficinas, tratando de rescatar sus inversiones, preocupados por el destino de estos.

#### Devolución del dinero
El gobierno ha iniciado un proceso mediante el cual se pretende devolver parte de los dineros captados por la empresa. El proceso comenzó pocos días después de la intervención de la empresa, luego de la convocatoria realizada en el Estadio Nemesio Camacho El Campín, donde miembros de la interventoría le entregaron formularios a los inversionistas, los cuales debían devolver junto con las tarjetas prepago originales.
Frente al proceso liderado por la interventora, María Mercedes Perry, la gente se ha mostrado desconfiada frente a la entrega de las tarjetas originales, y desconfianza por el monto de dinero que probablemente reciban cuando el proceso concluya.
Por su parte, David Murcia afirmó en un comunicado desde la cárcel, el 19 de enero de 2009, que el empresario extranjero Alex Ventura encabeza la apertura de una nueva comercializadora, con el mismo modelo de DMG para que las personas inviertan de nuevo su dinero.

## DMGpolítica
El fiscal general de la Nación, Mario Iguarán, compulsó copias de las investigaciones a DMG, a la Corte Suprema de Justicia, para que le abra procesos a algunos congresistas, ya que se supo dentro de la investigación que DMG hacía lobby en el congreso colombiano, con altas sumas de dinero para que se incluyera un "mico" en la reforma financiera para legalizar su sistema de tarjetas prepago, aspecto que efectivamente fue incluido en el articulado de la reforma.
Los vínculos de DMG con algunos dirigentes de la clase política colombiana han suscitado que se empiece a hablar de la DMGpolítica, haciendo un paralelo con los ya famosos escándalos de la Parapolítica y la Farcpolítica.
Algunos servidores o ex-servidores públicos que estarían vinculados a raíz de las pruebas presentadas por la Fiscalía General de la Nación de Colombia, a las actividades ilicitas de la pirámide DMG, en lo que se ha dado en llamar la "DMGpolítica". Dentro del proceso, también se investiga una presunta colaboración de la empresa en el proceso de recolección de firmas para el referendo que pretendía reelegir para un tercer periodo presidencial a Álvaro Uribe Vélez.
También cabe resaltar al representante a la Cámara Pablo Enrique Salamanca, quien cuestionó las acciones del gobierno contra DMG, afirmando que no existen pruebas en contra de la empresa intervenida.

## Proceso judicial

### Captura y extradición de Murcia
El 19 de noviembre de 2008, la Fiscalía General emitió orden de captura en contra de Murcia y otros siete de sus socios y directivos de DMG, incluyendo su esposa Johanna Iveth León, su madre Amparo Guzmán de Murcia, su cuñado William Suárez Suárez, y el productor de televisión Daniel Angel Rueda, por delitos que incluyen concierto para delinquir, captación masiva y habitual de dineros del público, lavado de dinero y cohecho.  Al momento de emitirse esta orden, Murcia se encontraba en Ciudad de Panamá.
La empresa transportadora «Transval», manejada por William Suárez Suárez, cuñado de Murcia, fue también disuelta por las autoridades. Según el General Oscar Naranjo, Comandante de la Policía colombiana, buscado por la Interpol; por Suárez las autoridades colombianas ofrecen una recompensa de 200.000.000 de pesos colombianos (100.000 dólares) por información que permita su captura, la cual sucedió el 17 de enero de 2009. La DEA y la Dijin aseguran que Suárez, es el otro poder de DMG, según las autoridades era el hombre de confianza de Murcia Guzmán, y quien lo representaba en las reuniones a las que Murcia no podía asistir (El Tiempo "William Suárez, el otro poder en DMG después de David Murcia Guzmán").
A las 10:30 p. m. del miércoles 19 de noviembre de 2008, Murcia Guzmán fue detenido en una finca en Capira distrito de Panamá en el norte de Panamá, sin oponer resistencia.
El día 20 de noviembre fue detenido en Panamá por autoridades Colombianas y trasladado a Colombia sin que exista un proceso de extradición ni de deportación por lo que Murcia afirma que su captura fue ilegal; es acusado, por la Fiscalía de Colombia en apoyo del Gobierno colombiano y las autoridades financieras de Colombia, de al menos cuatro delitos penales: captación ilegal de recursos, lavado de activos, enriquecimiento ilícito y concierto para delinquir.

### Renuncia del abogado defensor
Después de sendas ruedas de prensa que ofrecieron los abogados de DMG, en defensa de dicha captadora de dinero, en las que incluso presentaron dos ciudadanos extranjeros como importantes empresarios que deseaban comprar franquicias de DMG para consolidar la expansión internacional de dicho sistema de negocios, la cabeza de los abogados defensores de Murcia, el  penalista Abelardo de la Espriella, defendió en las ruedas de prensa la licitud de las actividades del Grupo DMG como una comercializadora mediante tarjetas prepago, renunció al caso, luego de entrevistarse con el extraditado Murcia, aduciendo que los directivos de DMG no le dijeron toda la verdad en asuntos contables, a la vez que lamentó, que mientras él trataba de negociar su sometimiento a la justicia colombiana, Murcia viajara hacia el norte de Panamá una vez fue pública su orden de captura. De la Espriella se quejó también que los ciudadanos extranjeros presentados por él y los demás abogados de DMG, como importantes empresarios internacionales no eran quienes decían ser, y se enteró en los Medios de comunicación masiva que los directivos de DMG lo habían engañado también en este aspecto.

### Socios capturados
Hasta el jueves 21 de noviembre de 2008 en la madrugada, los directivos de DMG capturados son: Su presidente, David Murcia Guzmán, el productor de televisión (Director del canal privado de DMG).
El martes 13 de enero de 2009 es capturada la esposa de David Murcia Guzmán en Uruguay, Joanne Ivette León, junto con otros familiares de ella, quienes no tenían orden de arresto. Cabe resaltar que León es solicitada en extradición por parte del gobierno colombiano, proceso que podría tardar varios meses.
Pocos días después, el sábado 17 de enero, es capturado por las autoridades William Suárez, uno de los hombres de confianza de David Murcia, en el corregimiento de Arauca, municipio de Palestina, departamento de Caldas. Se espera que él sepa dónde se ubican las caletas donde está guardado el dinero de la empresa.

### Aceptación de cargos
El 7 de enero de 2009, la audiencia pública en la cual la Fiscalía General de la Nación iba a sustentar las acusaciones contra David Murcia Guzmán, renunció ante la presunta falta de garantías por parte del ente acusador., no obstante, el viernes 9 de enero, durante una audiencia, aceptaron el cargo de lavado de activos, por lo que tendrán derecho a una rebaja de pena.

## Reacción popular
Antes de la intervención, en octubre de 2008, se había convocado una marcha de apoyo a DMG, la cual circularía por la Carrera Séptima hasta el centro de Bogotá, no obstante, esta no contó con la autorización correspondiente por la policía de la capital colombiana.
Los días siguientes de la intervención gubernamental a DMG y la captura de David Murcia Guzmán, generaron diversas reacciones populares de largo alcance.[cita requerida]
] la economía se ha visto seriamente afectada, por lo que los ahorradores de DMG protestaron en las calles de Mocoa, Puerto Asís, Orito, La hormiga (Valle del Guamez). Entre sus arengas incluyeron la petición de separarse de Colombia con otros departamentos.[cita requerida] Además de Toda clase de arengas contra el Gobierno de Álvaro Uribe Vélez. La protesta fue apoyada por el Concejo Municipal de Mocoa. Otras protestas se realizaron en Montería, Santa Marta, y Pasto donde los manifestantes cerraron varias sedes de instituciones bancarias especialmente del Grupo Aval.
Ante la confusión generada por las medidas gubernamentales para devolverle al público los dineros incautados a DMG, se presentaron disturbios en las afueras del Estadio 'El Campín', en la mañana del 20 de noviembre, ante la situación, el alcalde de Bogotá Samuel Moreno, del opositor Polo Democrático Alternativo, afirmó que "el Gobierno no estaba preparado para atenderlos".
El 16 de diciembre de 2008, en una audiencia pública, continuó el apoyo de algunos "inversionistas" a David Murcia Guzmán. La gente rodeó la sede de los juzgados de Paloquemao, gritando arengas pidiendo la libertad de Murcia. Uno de ellos afirmó que lo primordial era la libertad del acusado, sin que les devolviera el dinero, ya que en un año tendrían el doble.
El 8 de julio de 2011, David Murcia Guzmán fue sentenciado a 9 años de cárcel, en un tribunal de New York.  Luego de cumplir esta condena David Murcia será trasladado a Colombia, donde deberá pagar 22 años de prisión por captación ilegal de dinero.
La telenovela Inversiones el ABC está inspirada en los eventos reales del grupo DMG.